# Donatella Bianconi
Donatella Bianconi (Roma, 20 luglio 1928 – Roma, 7 gennaio 2017) è stata una cantante e pianista italiana.

## Biografia

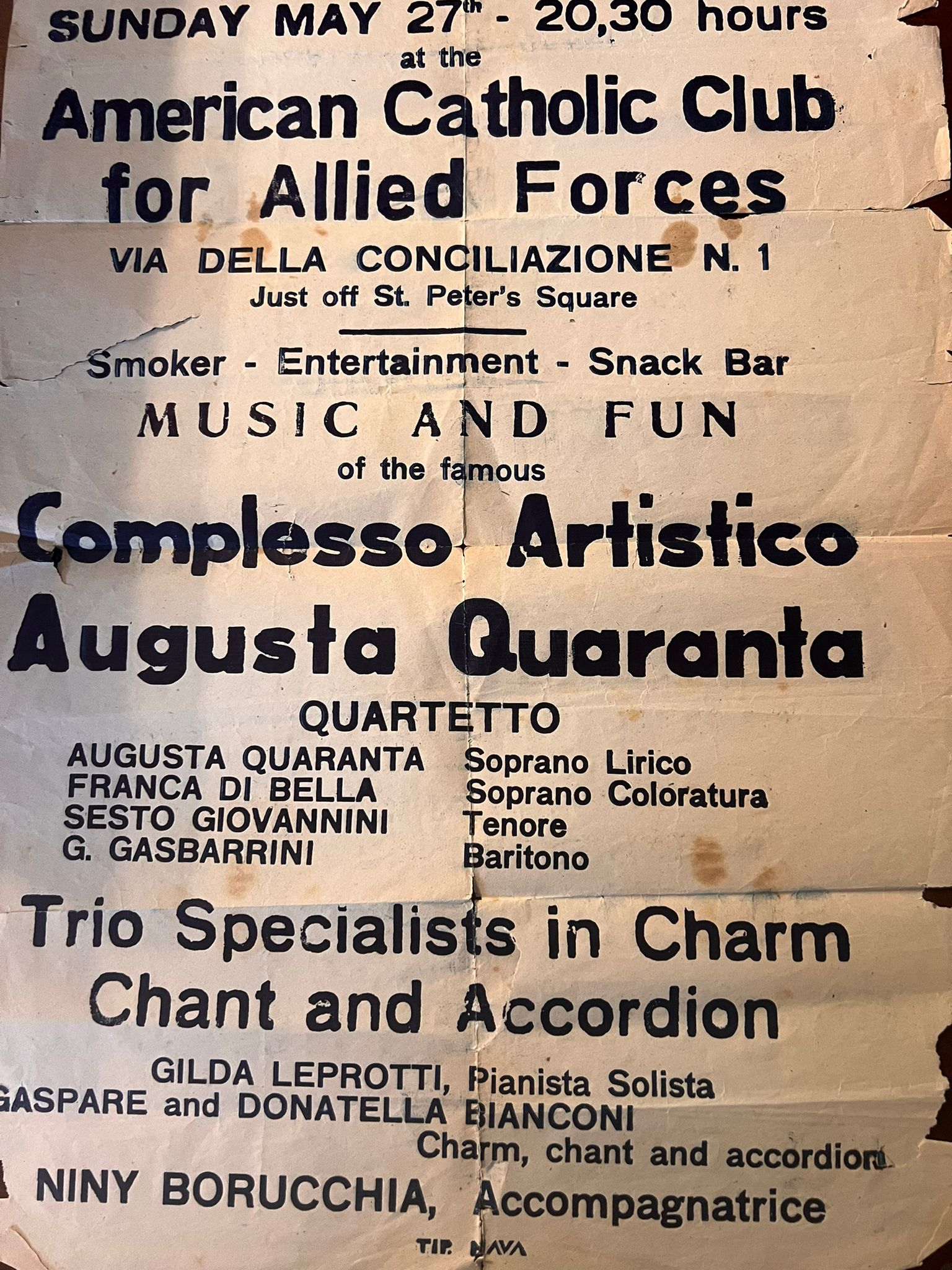
Una locandina del tempo che annuncia un concerto per i soldati alleati, dove figura il nome di Donatella Bianconi.

Appena undicenne calcò i palcoscenici con la Compagnia Gandusio e successivamente frequentò il Centro sperimentale di cinematografia. Studiò anche pianoforte da privatista presso il Conservatorio di Musica Santa Cecilia. Grazie alla sua ottima conoscenza dell'inglese e del francese, essendosi laureata in lingue presso l'Università di Roma, venne notata da Harry Frohman che la prese con sé nel complesso Sei voci ed un pianoforte, che si esibiva su Radio Roma.
Dopo la liberazione di Roma da parte della Quinta armata USA, venne scritturata dagli uffici per il Welfare dell’esercito alleato e partecipò a numerosi eventi musicali rivolti all'intrattenimento dei militari americani di stanza nella Capitale.
In seguito, Donatella prese parte a diverse trasmissioni Rai, diventando una delle cantanti di punta di musica leggera e jazz e lavorando con Armando Trovajoli nell'Orchestra di ritmi e canzoni
.